# Tim Brang
Tim Brang (* 8. November 1997 in Wittlich) ist ein deutscher Leistungssportler im Rettungssport und Träger des Silbernen Lorbeerblattes.
Er studiert Maschinenbau an der Hochschule Bonn-Rhein-Sieg und lebt in Köln.

## Karriere
Erste internationale Erfolge erzielte Brang bei den Junioren-Europameisterschaften 2015 in Alicante, wo er einen neuen Junioren-Weltrekord in der Disziplin 100 m Manikin Carry with Fins aufstellte. Von 2017 bis Ende 2018 trainierte er als Teil der Sportfördergruppe der Bundeswehr am Olympiastützpunkt in Warendorf. Im Jahr 2021 qualifizierte er sich erstmals als Teil der Nationalmannschaft der DLRG für die Europameisterschaften der offenen Klasse in Castellón de la Plana. Mit vier Goldmedaillen (2× Einzel, 2× Staffel) war er der erfolgreichste männliche Starter im deutschen Team.
Mit den geschwommen Zeiten qualifizierte sich Brang für die World Games 2022 in Birmingham (Alabama). Die World Games gelten als wichtigster Wettbewerb der nichtolympischen Sportarten – so auch des Rettungsschwimmens. In Birmingham gewann Brang Gold in der Disziplin 100 m Manikin Tow with Fins sowie Bronze in der Disziplin 100 m Manikin Carry with Fins hinter seinem Teamkollegen Jan Malkowski (Gold).
Für seine sportlichen Leistungen wurde Brang am 9. September 2022 von Bundespräsident Frank-Walter Steinmeier mit dem Silbernen Lorbeerblatt ausgezeichnet.
Bei den Weltmeisterschaften 2022 gewann er Gold über die 100 m Manikin Tow with Fins und Bronze über 100 m Manikin Carry with Fins. Des Weiteren erzielte Brang als Teil der deutschen Staffel in der 4x90m Beach-Relay überraschend Silber.